# Kubai klarinétmadár
A kubai klarinétmadár (Myadestes elisabeth) a madarak (Aves) osztályának verébalakúak (Passerifromes) rendjébe és a rigófélék (Turdidae) családjába tartozó faj.

## Rendszerezése
A fajt Juan Lembeye spanyol ornitológus írta le 1850-ben, a Muscicapa nembe Muscicapa elisabeth néven.

## Alfajai
- Myadestes elisabeth elisabeth (Lembeye, 1850) - Kuba
- Myadestes elisabeth retrusus (Bangs & Zappey, 1905) - Juventud-sziget [2]

## Előfordulása
Kuba területén honos. A természetes élőhelye szubtrópusi és trópusi síkvidéki- és hegyi esőerdők. Nem vonuló faj.

## Megjelenése
Testhossza 21 centiméter, testtömege 21,5-33 gramm.

## Életmódja
Rovarokkal és gyümölcsökkel táplálkozik.